# Mimolaia tachira
Mimolaia tachira là một loài bọ cánh cứng trong họ Cerambycidae.